# Božidar Pankretić
Božidar Pankretić, né le 9 novembre 1964 à Vrbovec, est un homme politique croate, membre du Parti paysan croate (HSS).

## Biographie

### Vie politique

#### Ministre de Račan
Aux élections législatives du 3 janvier 2000, à l'âge de 35 ans, il est élu à la Chambre des représentants, puis devient, le 27 janvier, ministre de l'Agriculture et des Forêts dans le gouvernement de coalition du social-démocrate Ivica Račan. Il est reconduit lors de la formation du nouveau cabinet de Račan, le 30 juillet 2002.
Il est contraint de quitter ses fonctions le 23 décembre 2003, à la suite de la défaite de la coalition au pouvoir lors des élections législatives de novembre précédent. Cependant, le HSS apporte son soutien, sans participation, au gouvernement dirigé par le conservateur Ivo Sanader.

#### Ministre de Sanader et Kosor
Le 12 janvier 2008, Sanader le désigne ministre de l'Agriculture, de la Pêche et du Développement rural, à la suite d'un accord de coalition incluant le HSS et qui suit les élections législatives du 25 novembre 2007. Quand Jadranka Kosor prend la succession de Sanader en cours de mandat, le 6 juillet 2009, il devient vice-président du gouvernement et ministre du Développement régional, des Forêts et des Eaux.
N'étant plus député depuis 2007, il doit quitter ses fonctions avec la victoire du centre-gauche aux élections législatives du 4 décembre 2011 et se retire de la politique.